# Ivan Bernardić
Ivan Bernardić (Banjsko Selo, 10. kolovoza 1905. – Ivanec, 10. studenoga 1994.), bio je hrvatski nacionalni borac, pristaša Hrvatske seljačke stranke. Političkim uznikom bio je kroz tri države: u Kraljevini Jugoslaviji, za vrijeme NDH te nakon Drugoga svjetskog rata i u komunističkoj Jugoslaviji.

## Životopis
Ivan Bernardić rodio se 1905. godine u Banjskome Selu kraj Karlovca. Nakon ubojstva HSS-ovih zastupnika u beogradskoj Narodnoj skupštini Bernardić je u Zagrebu bio jednim od organizatora mnoštvenoga prosvjeda protiv karađorđevićevskoga režima. Tada su tri prosvjednika ubijena a oko stotinu ih je ranjeno i ozlijeđeno. Dana 1. prosinca 1928. godine na Zagrebačkoj katedrali, na dan planirane proslave ujedinjenja, izvjesio je s dvojicom prijatelja (Šime Dračar i Vladimir Rožić) tri crna barjaka koji su bili napravljeni od crnoga platna kojim je bio ovijen Hrvatski seljački dom prigodom smrti i sprovoda Stjepana Radića i drugova. Na prvom barjaku Bernardić je napisao 1. XII. 1918. (znak izgubljene slobode), na trećem 20. VI. 1928. (znak velike hrvatske tragedije, kao posljedica te izgubljene slobode) a na onome u sredini bio je veliki hrvatski grb (znak opće hrvatske žalosti i nezadovoljstva). Poslije kada su barjaci već bili izvješeni Vladimir Rožić otišao je a na Katedralu se do njih popeo i Angelo Rittig. U reakciji vojske i policije nakon toga smrtno je ranjen sedamnaestogodišnji Stanko Petrić. Pitomac "Podoficirske škole" Vladimir Frajtić odbio je pucati na prosvjednike, ↓1 pozvavši ostale vojnike: "Mi smo se zakleli za kralja i za domovinu, da ćemo ih štititi, ali se nismo zakleli da ćemo pucati u goloruk narod!".

### Uhićenja, sud i robija u Kr. Jugoslaviji
Sudionici te akcije privedeni su na saslušanje, te nakon nekoliko dana pušteni su braniti se sa slobode, a na osnovu ukaza jugoslavenskoga kralja Aleksandra I. Karađorđevića amnestirani su 6. veljače 1929. godine. Nakon ubojstva novinara Tonija Schlegela, u ožujku 1929. godine, policija je privodila ili pozivala na saslušanja mnoge Zagrepčane koje je smatrala pripadnicima političke oporbe a među njima i predsjednika HSS-a Vladka Mačka koji je jednom saslušan i pušten. U to vrijeme mladež je (većinom su to bili pripadnici zabranjene Hrvatske stranke prava ali i pojedini pripadnici HSS-a) izvodila mnoge proturežimske akcije. Do sredine prosinca 1929. godine uhićeno je 19 omladinaca a bilo je uhićeno i nekoliko uglednijih građana, političkih suradnika Vladka Mačka (među inima i profesor Jakov Jelašić, umirovljeni dopukovnik Vilko Begić, odvjetnik Ivan Lebović i gostioničar Franjo Kuntić). Bernardić, Jelašić, Begić i ostali uhićeni su i optuženi za aktiviranje nekoliko eksplozivnih naprava 1. prosinca 1929. godine u Zagrebu i pokušaj miniranja mosta kojim je trebao proći vlak u kojemu je putovalo hrvatsko izaslanstvo (tzv. Poklonstvena delegacija) u posjet jugoslavenskome kralju Aleksandru I. Karađorđeviću. Zlostavljanje uhićenika na policiji iznudilo je izjave koje su teretile i Vladka Mačka te je i on uhićen, 22. prosinca 1929. godine. Uhićenici su otpremljeni, noću s 4. na 5. siječnja 1930. godine, Sudu za zaštitu države u Beograd. Javna rasprava počela je 23. travnja 1930. godine i tada je većina optuženika povukla svoje izjave dane u policiji uz obrazloženje kako su ih dali pod pritiskom i mučenjem.
Nakon završene rasprave (trajala je 6 tjedana) u Državnom sudu za zaštitu države u Beogradu taj sud je, 14. lipnja 1930. godine, osudio njih četrnaest na zatvorske kazne od 6 mjeseci do 15 godina a desetoricu je oslobodio krivnje i otpustio iz zatvora ↓2 (među njima i Vladka Mačka ↓3). Najveća kazna izrečena je Ivanu Bernardiću koji je osuđen na 15 godina robije i na trajan gubitak časnih prava, a po izdržanoj kazni imao se je na 3 godine protjerati iz grada Zagreba.
Kaznu je izdržavao prvo u kaznionici u Srijemskoj Mitrovici a zatim od druge polovice 1938. godine u Lepoglavi gdje je bio premješten zajedno s Vladimirom Frajtićem. Na proljeće 1939. godine, nakon deset robijaških godina, pušten je na uvjetnu slobodu. O svojim godinama provedenim na robiji Bernardić je napisao knjigu, Život iza željeznih rešetki: prema vlastitom iskustvu i neposrednom opažanju napisao Ivan Bernardić.
Po izlasku s robije postao je zamjenikom vođe mladeži HSS-a, stranke koja mu je na zagrebačkome Glavnome kolodvoru otvorila prodavaonicu duhana.

### Drugi svjetski rat
Nakon uspostave NDH ta je prodavaonica bila HSS-ov ilegalni punkt. U studenome 1944. godine Bernardić je uhićen kao sudionik urote Lorković-Vokić i osuđen na 3 godine zatvora. Iz zatvora u Lepoglavi pušten je u proljeće 1945. godine prije likvidacije zatočenih sudionika urote.

### Nakon Drugoga svjetskog rata
Nakon Drugoga svjetskog rata Bernardić je nastavio održavati HSS-ov ilegalni punkt koji je sada služio za povezivanje HSS-a s provincijom. Sa skupinom hassesovaca, okupljenih oko udove Stjepana Radića, Marije Radić, pokušao je tiskati novine. Bio je glavnim i odgovornim urednikom lista Narodni glas čovječnosti, pravice i slobode. Taj list bio je, uz ilegalne letke, jedini izvor informacija koji nije bio pod nadzorom režima. Prvi broj tiskan je u Zagrebu 20. listopada 1945. godine i uz Ivana Bernardića bila je Marija Radić kao nakladnica a suradnici su također bili inž. Branimir Radić ↓4 i Božidar Sinković kao korektor. Narodni glas tiskan je u 50.000 primjeraka i bio je odmah rasprodan te je potom tiskano još 50.000 primjeraka, no tadašnje komunističke vlasti već su 23. listopada odredile privremenu zabranu raspačavanja. Ocijenjeno je kako je "sadržaj prvoga broja u suprotnosti s nacionalnim i državnim interesima, jer je, kako je kazano, Narodni glas harangirao protiv stečevina NOB-a, širio laži i klevete, izazivao nacionalnu mržnju i propagirao rad neprijatelja". Rasprava kod javnog tužitelja održala se 24. listopada u Okružnome narodnom sudu za grad Zagreb. U ime lista prisustvovali su nakladnica Marija Radić i glavni urednik Ivan Bernardić. Sporna su bila i dva članka u kojima je bilo riječ o nepravednoj zamjeni novca, kojom se oštećivala Hrvatska te o sudbini dr. Vladka Mačka, kojega se, kako se u članku tvrdilo, unatoč njegovoj nedužnosti napadalo. Zabrana raspačavanja nije obeshrabrila pokretače lista te su počeli raditi na drugome broju koji je već bio spreman za tiskanje ali nikada nije bio tiskan.
Nakon toga Bernardić je, 13. studenoga 1945. godine, uhićen u svezi s podmetanjem bombe u izlog knjižare a prema optužbama da je prebacivao ljude u Trst i križare osuđen je na 12 godina zatvora. Godine 1953., nakon 7 godina provedenih u zatvoru, pušten je na slobodu.
Umro je u Ivancu, 10. studenoga 1994. godine.

## Spomen
- 1995. godine posmrtno je odlikovan redom Stjepana Radića.[12]

## Zanimljivost
- Nakon atentata na Stjepana Radića i ostale hrvatske narodne zastupnike u beogradskoj Narodnoj skupštini, Bernardić je "izvršio 'žuti atentat'", kako ga je tisak nazvao, na tadašnjega ministra Grgu Angjelinovića. Naime, kada je ministar Angjelinović došao u Zagreb, Bernardić ga je dočekao na kolodvoru i gađao jajima te zasuo bujicom oštrih i pogrdnih riječi: "Evo ti ordena ti 'hrvatski' ministre! Huljo, lopužo, izdajniče Hrvatskoga naroda." Posljedica toga bilo je uhićenje i: "Zbog javnoga izgreda, 14 dana zatvora ili 500 dinara globe". Bernardić je platio globu, a po Angjelinovićevoj želji nije bio predan sudu. Nakon toga Angjelinovića su šaljivi listovi slikali s "Ordenom od kajgane".